# Wargacz zielony
Wargacz zielony (Labrus viridis) – gatunek ryby z rodziny wargaczowatych (Labridae).

## Występowanie
Występuje w północnym Atlantyku od Portugalii do Maroka i w Morzu Śródziemnym.
Ryba żyjąca u skalistych wybrzeży i na łąkach trawy morskiej na głębokości od 2 do 50 m. 

## Opis
Dorasta maksymalnie do 45 cm. Ciało wydłużone o długim pysku i głowie. Szczęki daleko wysuwalne z grubymi, mięsistymi wargami, na każdej z nich uzębienie w postaci rzędu stożkowatych zębów, kość podniebienia bezzębna, natomiast dolna kości gardłowe zrośnięte w silną płytkę żującą. Łuski duże koliste, wzdłuż  linii bocznej od 41-49 łusek przebiegających równolegle do linii grzbietu. Płetwa grzbietowe długa, niepodzielona podparta 17–19 twardymi i 10–14 miękkimi promieniami. Płetwa odbytowa podparta 3 twardymi i 9–12 miękkimi promieniami. Płetwa ogonowa prosta.
Ubarwienie bardzo zmienne. Najczęściej całkowicie zielone ze szmaragdowymi plamami lub żółtozielone z białymi podłużnymi smugami ciągnącymi się od głowy do płetwy ogonowej. Spotykane jest również ubarwienie od winnoczerwonego do pomarańczowego z białymi smugami i plamami.

## Odżywianie
Odżywia się drobnymi zwierzętami żyjącymi na dnie zwłaszcza wieloszczetami, skorupiakami oraz małymi ślimakami i małżami.

## Rozród
Tarło odbywa się w miesiącach zimowych i wiosennych. Ryby tego gatunku mają zdolność zmiany płci, choć nie stwierdzono obojnactwa.